# Agelaea insignis
Agelaea insignis là một loài thực vật có hoa trong họ Connaraceae. Loài này được (Schellenb.) Leenh. mô tả khoa học đầu tiên năm 1958.